# Quatuor à cordes no 10 de Dvořák
Pour les articles homonymes, voir Quatuor à cordes no 10.

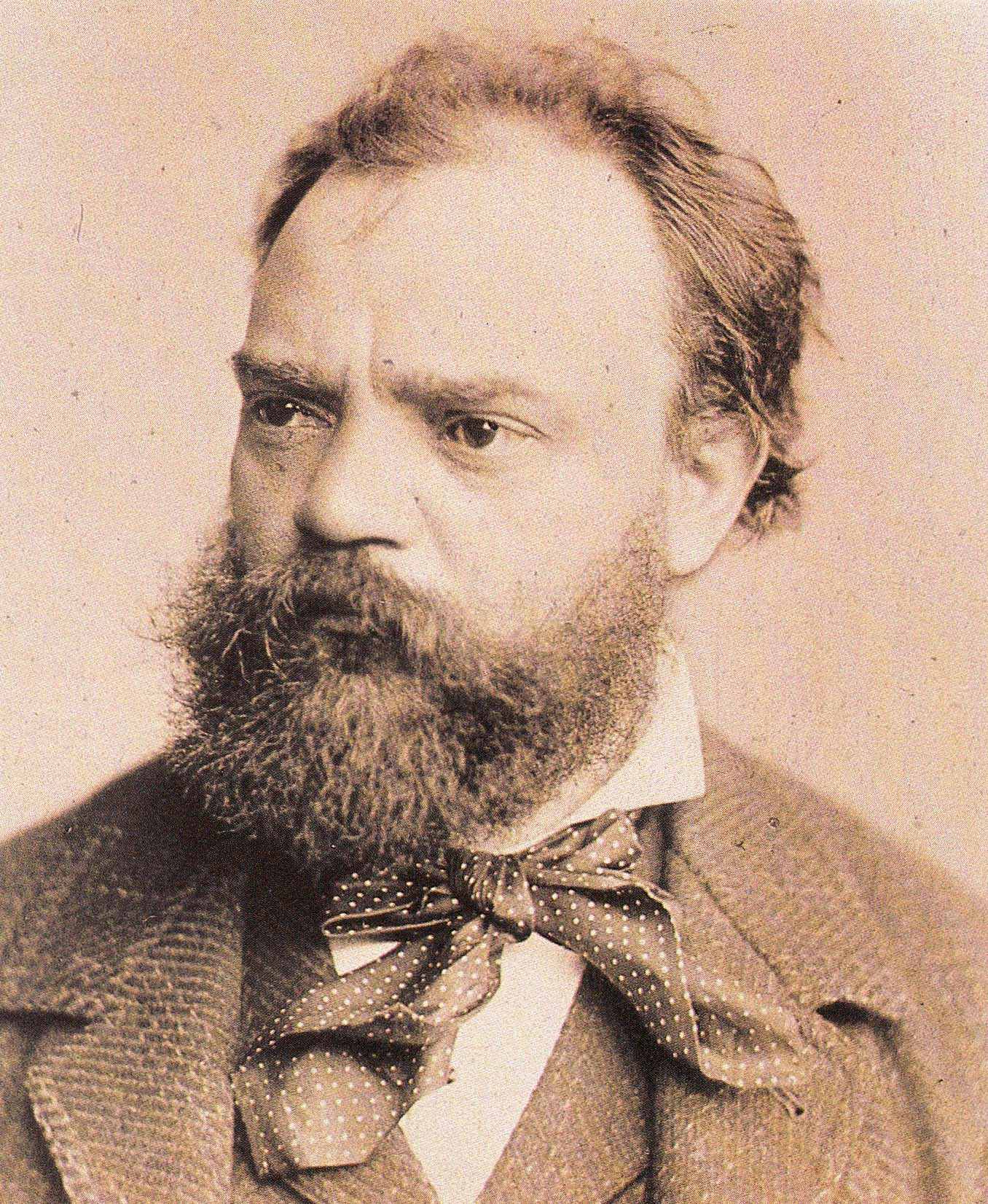
Photographie d'Antonín Dvořák

Le Quatuor à cordes no 10 en mi bémol majeur, B. 92 (op. 51) a été composé par Antonín Dvořák entre le 25 décembre 1878 et le 28 mars 1879, à la demande de Jean Becker, le premier violon du Quatuor Florentin. Le quatuor a été créé à Berlin dans la salle du conservatoire le 29 juillet 1879 par le Quatuor Joachim.

## Structure
Le quatuor comprend quatre mouvements :
1. Allegro ma non troppo (à )
2. Dumka: Andante con moto - Vivace
3. Romanza: Andante con moto (en si bémol majeur, à 
)
4. Finale: Allegro assai

Il dure environ 33 minutes.